# Henry Havelock
Pour les articles homonymes, voir Havelock.
Henry Havelock, né le 5 avril 1795 à Ford Hall (Bishopwearmouth) et mort à Lucknow le 24 novembre 1857, est un général britannique.
Il s'illustra particulièrement dans la campagne menée par l'armée britannique pour mettre un terme à la révolte des cipayes. Profondément religieux, il devint à cette occasion un héros national et le symbole même du soldat chrétien nourri de fortes valeurs morales. Les propos qui lui sont généralement attribués lorsqu'il mourut au combat (« Vois comment meurt un Chrétien », aurait-il dit à son fils) ont nourri cette image.

## Biographie

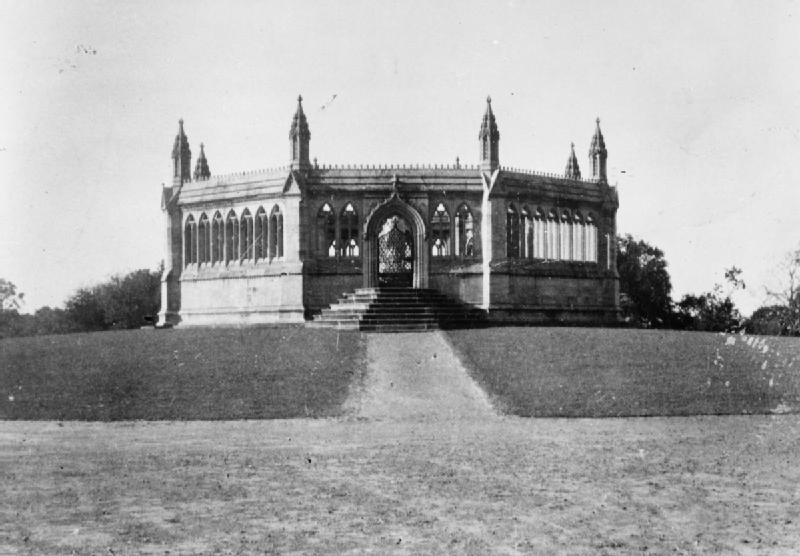
Mémorial de Bibi Ghar

Henry Havelock fait diverses campagnes dans l'Oudh où il lutte contre les Cipayes et, en 1859, dirige avec James George Smith Neill (en) la marche sur Kanpur (Siege of Cawnpore (en)). Il découvre alors dans un puits les cadavres des enfants et des femmes qui ont été massacrés. Conformément à ses ordres, ce puits deviendra le mémorial de Bibi-Ghar. 
Parti secourir Lucknow, il bat les Cipayes à Fatehpur et à Aong mais meurt de la dysenterie à Lucknow. 
Jules Verne dans son roman La Maison à vapeur où une partie de l'action se déroule lors du massacre de Bibi-Ghar, estime qu'Havelock (partie 1, chapitre III) est à l'origine de ce drame. En 1880, le fils d'Henry Havelock, Henry Havelock-Allan, lui écrit pour apporter des précisions, le contredire et réhabiliter la mémoire de son père.